# 苅安色
苅安色（かりやすいろ）は、日本の伝統色の一つ。ススキの仲間である、カリヤスという草で染める、青色がかった黄色である。
カリヤスの黄色色素はフラボンといい、紫外線から細胞を守る目的で植物が生成するものである。産地としては滋賀県の伊吹山が古より名高い。
カリヤスと呼ばれる（八丈島のみ）染料植物には、他にコブナグサがあるが、こちらはカリヤスよりもやや明るい色合いに染まる。

## 古代日本における使用
『日本書紀』中の一節に、「天下の百姓をして黄色の衣を服しむ」とあるが、ここでの黄色はカリヤス染めと推定される。事実、正倉院の収蔵品にもカリヤス染色の例が数多く見受けられ、古代から日本で大いに活用された染料であったことがうかがえる。8世紀以降、無位無官の人の正装はこの黄色の衣だった。
『延喜式』には、灰汁を媒染剤にして染色する方法が記され、この方法ではややくすんだ青味の黄色に染め上がる。ミョウバンを媒染にした場合は澄んだ黄色に染まる。